# Halldis Moren Vesaas
Halldis Moren Vesaas (18. november 1907 i Trysil – 8. september 1995 i Oslo) var en norsk lyriker, oversætter og kulturarbejder, som på mange områder gjorde en omfattende indsats for nynorsk sprog og kultur. 
De fleste af hendes digtsamlinger, seks af i alt otte, udkom i årene fra 1929 til 1947. Det centrale tema er oplevelser og følelser hos kvinder gennem de svære livsfaser: ungdom, forelskelse, parforhold i lykke og i modgang, morrollen og til sidst den modne kvindes perspektiv på livet og glæden ved ny kærlighed.
Halldis Moren Vesaas vandt ry som gendigter gennem sit arbejde med klassisk dramatik, hun var en eftertragtet oplæser, og hun havde flere centrale hverv i kulturlivet: blandt andet i Riksteatret, forfatterforeningen og Norsk kulturråd. Det meste af sit voksne liv boede hun i Midtbø i Vinje, fra 1933 til ca. 1970, sammen med ægtemanden og kollegaen Tarjei Vesaas.